# Надарая, Сардион Николаевич
Сардион Николаевич Надарая (груз. სარდიონ ნადარაია, 1903—1982) — сотрудник органов государственной безопасности, комендант внутренней тюрьмы НКГБ ГССР, один из участников сталинских репрессий, начальник личной охраны Л. П. Берия, полковник госбезопасности.

## Биография
Родился в крестьянской семье в селе Сепиети Кутаисской губернии. В органах государственной безопасности с 1926 года.
С 1937 года являлся начальником внутренней тюрьмы ГУГБ НКВД ГССР. С 1946 года стал сотрудником управления охраны МГБ СССР. С 1952 года по 1953 год — заместитель начальника личной охраны подразделения № 41 отдела Управления охраны МГБ СССР. В 1953 году начальник подразделения 1-го отдела 9-го управления МВД СССР. Во время службы в 1939 году стал заместителем начальника, а затем в 1953 году — начальником личной охраны Л. П. Берия.
Наибольшую известность получил как начальник личной охраны Л. П. Берия. После ареста Л. П. Берия С. Н. Надарая обвиняли в том, что он и Р. Ф. Саркисов поставляли Л. П. Берия женщин для развлечений. Утверждения об этом фигурировали в судебных обвинениях против Л. П. Берия, существуют и поныне в различной исторической и популярной литературе.
Арестован 26 июня 1955 года, осенью того же года по делу Н. М. Рухадзе его судил военный трибунал. Обвинялся в преступлениях, предусмотренных ст. ст. 58-1 пункт «б», 58-8 и 58-11 УК РСФСР за контрреволюционную деятельность. С. Н. Надарая получил 10 лет лишения свободы с поражением в правах на 5 лет.
После освобождения в 1965 году из лагеря в Мордовии, проживал в Москве на улице Сретенка, где 26 февраля 1982 года умер от острой сердечно-сосудистой недостаточности.